# Quadrangle d'Amenthes

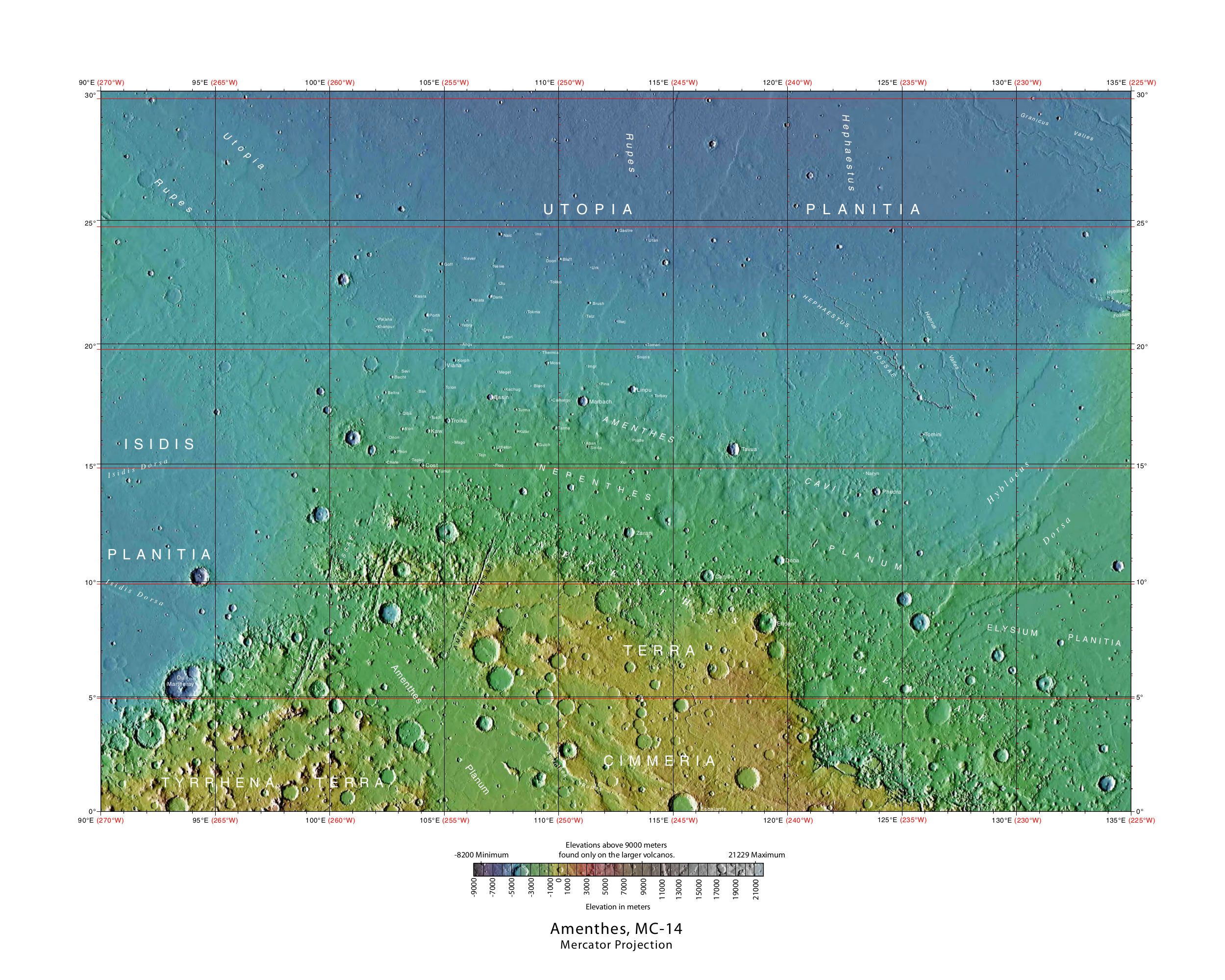
Quadrangle d'Amenthes

Dans le cadre de la géographie de la planète Mars, le quadrangle d'Amenthes  — également identifié par le code USGS MC-14 — désigne une région martienne définie par des latitudes comprises entre 0° et 30° N et des longitudes comprises entre 90° et 135° E. 